# Parafia Świętych Apostołów Piotra i Pawła w Twardocicach
Parafia Świętych Apostołów Piotra i Pawła w Twardocicach – parafia rzymskokatolicka w dekanacie świerzawskim w diecezji legnickiej.

## Przypisy

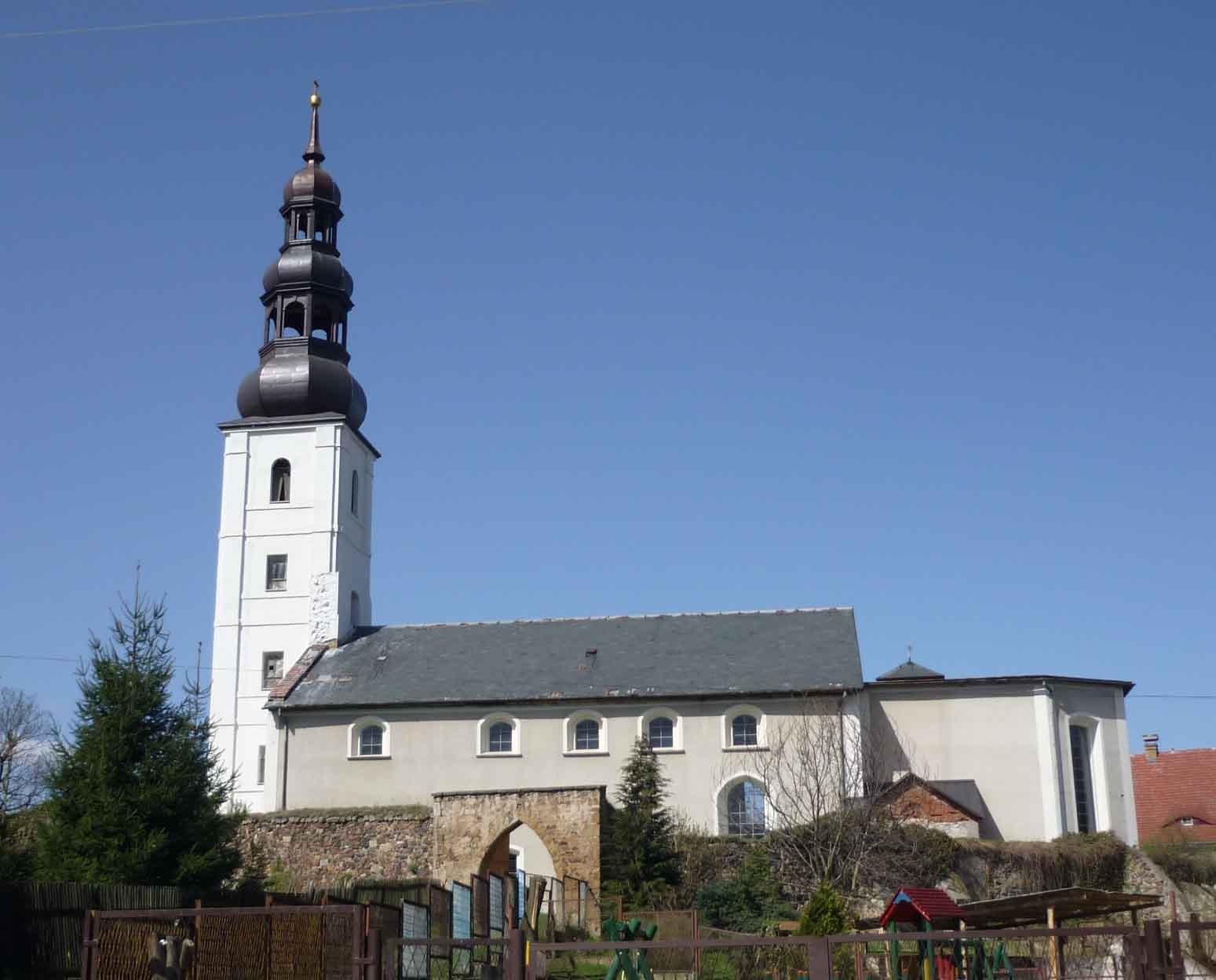
kościół filialny Świętych Apostołów Piotra i Pawła w Twardocicach